# 伊斯拉埃尔·伊农
伊斯拉埃尔·伊农（英語：Israel Yinon，1956年1月11日—2015年1月29日），以色列指挥家。他曾是世界各地众多乐团的客座指挥，包括皇家愛樂樂團和维也纳交响乐团。他专于复兴阿道夫·希特勒统治下被禁止的德国作曲家的被遗忘的作品。
伊农在瑞士卢塞恩应用科学与艺术大学的一场青年音乐会上在舞台上晕倒后死亡。时年59岁。